# セッラ山群
セッラ山群(セッラさんぐん、イタリア語: Gruppo del Sella)はドロミーティに属するイタリア共和国の山群である。最高峰は標高3,152mのピッツ・ボエ(Piz Boè)。北東のバディーア(Badia)、南東のリヴィナッロンゴ(Livinallongo)、南西のファッサ(Fassa)、北西のガルデーナ(Gardena)の4つの谷に囲まれ、マルモラーダの約8km北に位置する。セラ山群とも表記される。

## 地理

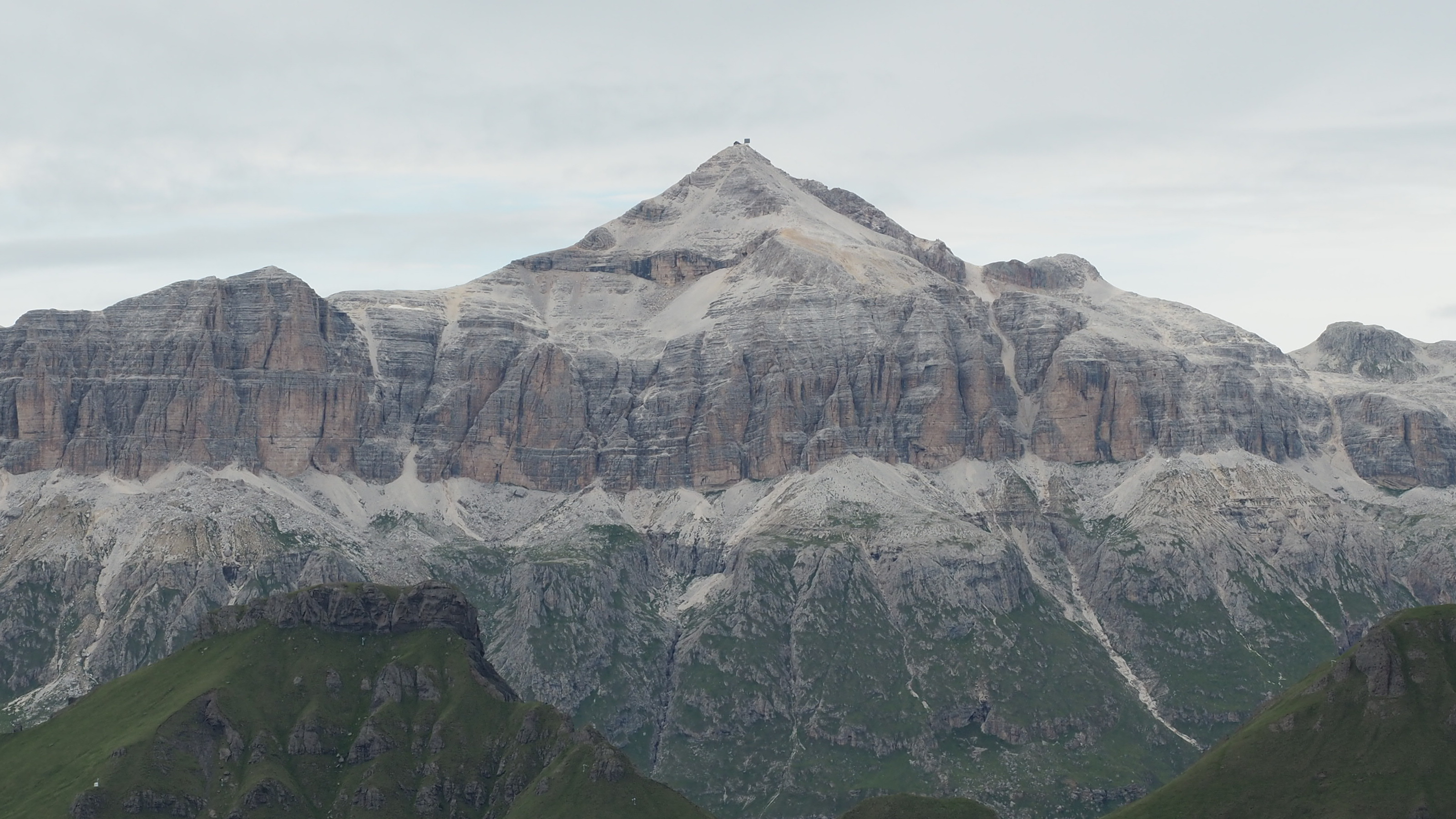
三角形のピッツ・ボエ(Piz Boè)。山頂に山小屋Rifugio Capanna Piz Fassaとパッシブリピータが見える。

カーニアン - ノーリアン階の台地の上にドロマイトの急峻な山がそびえる典型的な選択浸食の地形を成す。山群は中央から南西に伸びるラスティエス谷(イタリア語: Val Lasties)と、北東に伸びるメツディ谷(イタリア語: Val Mezdì) により2つの領域に分かれている。
主なピークを以下に示す。
- Piz Boè (3152 m)
- Cima Pisciadù (2985 m)
- Piz Gralba (2972 m)
- Sasso Pordoi (2950 m)
- Boèseekofel (2913 m)
- Piz Ciavazes (2828 m)
- Torri del Sella (2696 m)

## ギャラリー

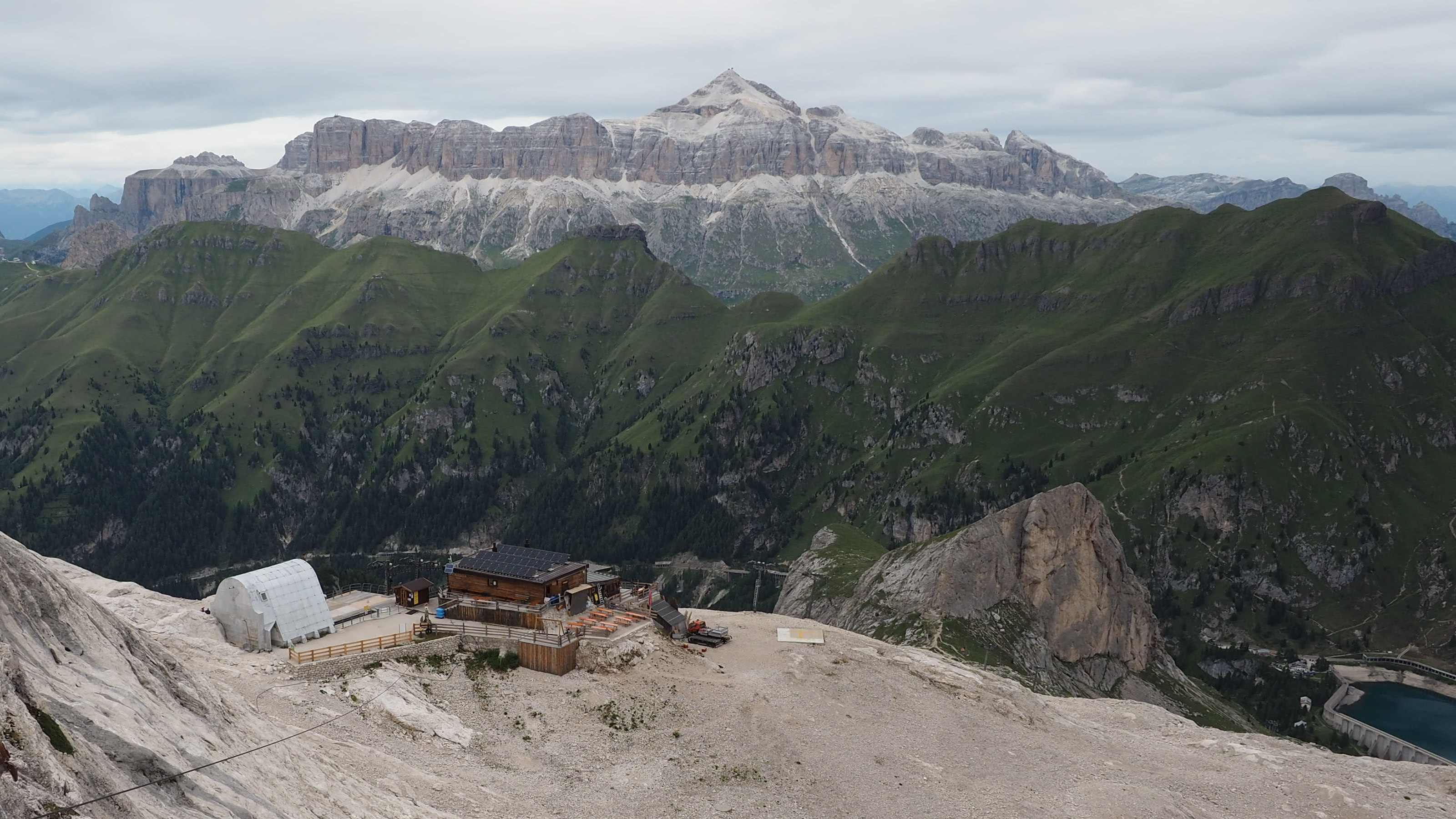
マルモラーダから見たセッラ山群
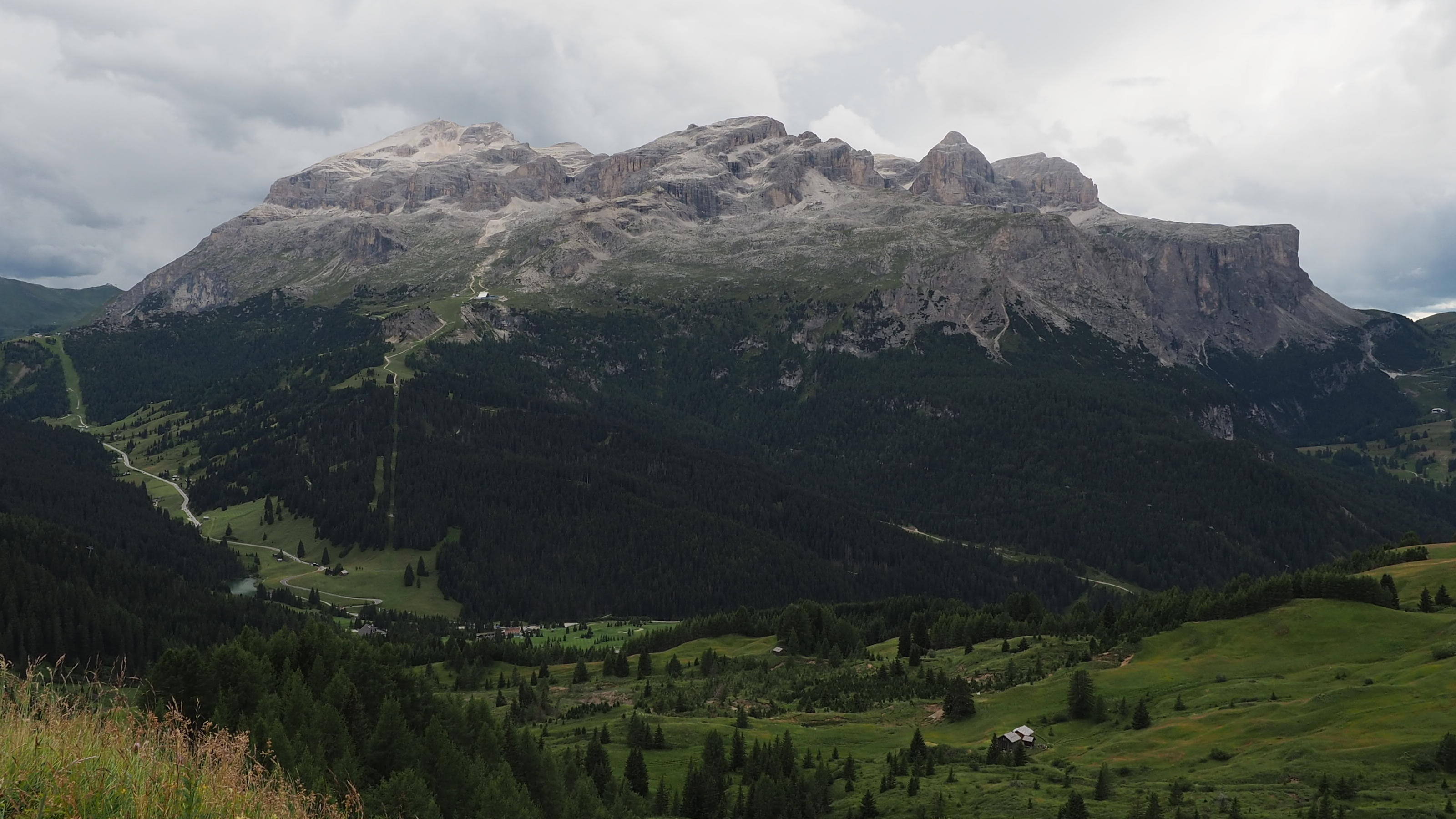
谷を挟んで北東7.5kmのPiz Biochから見たセッラ山群。山群左端のピークがPiz Boè。右寄りにある三角形のピークはCima Pisciadù.
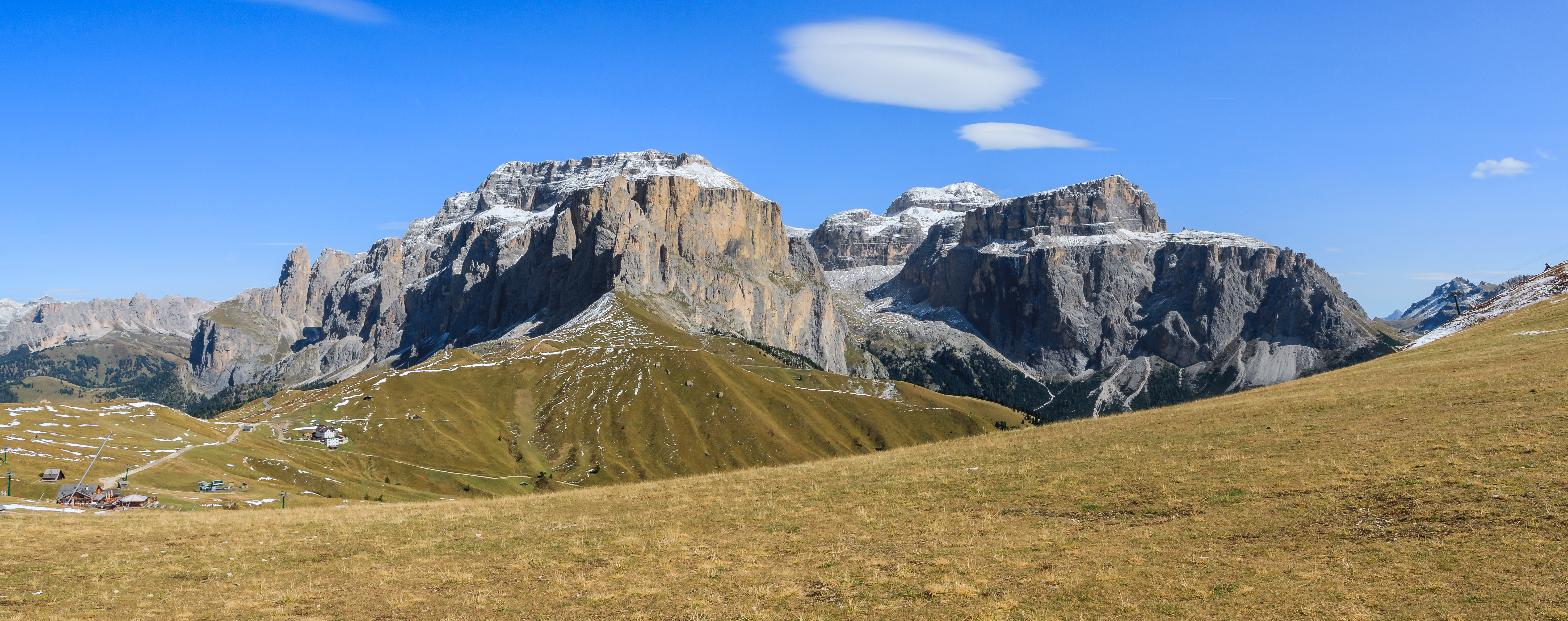
南西から。山群中央にラスティエス谷(Val Lasties)が見える。
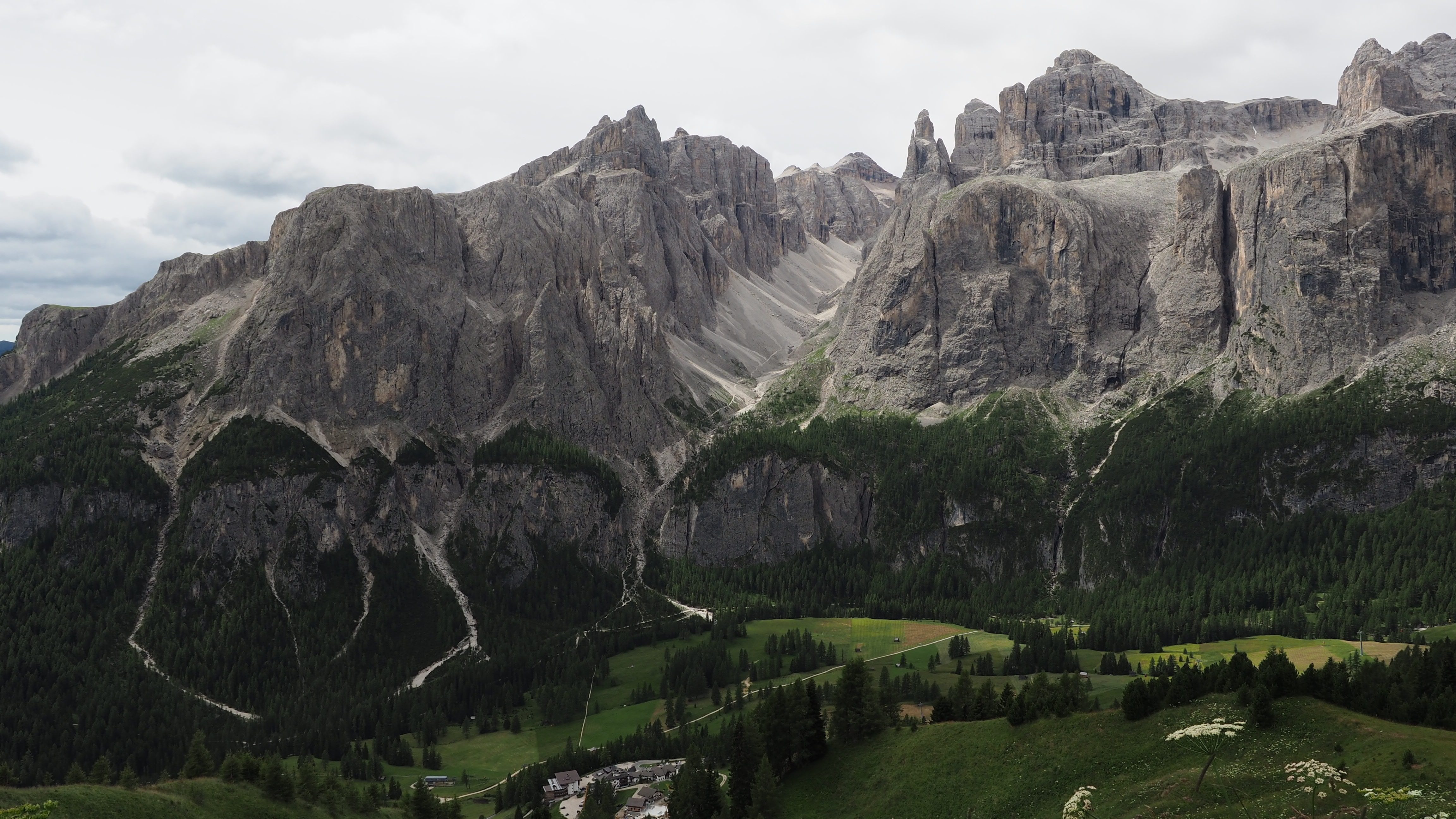
メツディ谷(Val Mezdì)